# 朱瑞鳳
朱瑞鳳（1550年7月4日—1621年11月1日），行允三十六，字儀明、儀鳴，號鳴和，又號明和，浙江绍兴府山陰縣人，明朝政治人物。

## 生平
萬曆二十二年（1594年）甲午科浙江鄉試第三十三名舉人，萬曆二十三年（1594年）聯捷乙未科會試第一百六十名，廷試三甲第一百五十七名進士。禮部觀政，二月初任福建汀州長汀縣知縣，降調湖廣按察司照磨，升任河南汝州寶豐縣知縣，陞任袁州府知府，累官中憲大夫。

## 家族
曾祖朱科，廪生贈御史。祖朱節（正德九年進士）、巡按山東監察御史，贈光禄寺少卿、崇祀乡贤名宦。父朱以浩，增廣生、冠带。前母阮氏、母徐氏，具庆下。娶陈氏，继娶余氏。子朱統元。